# Vysokozdvižný vozík

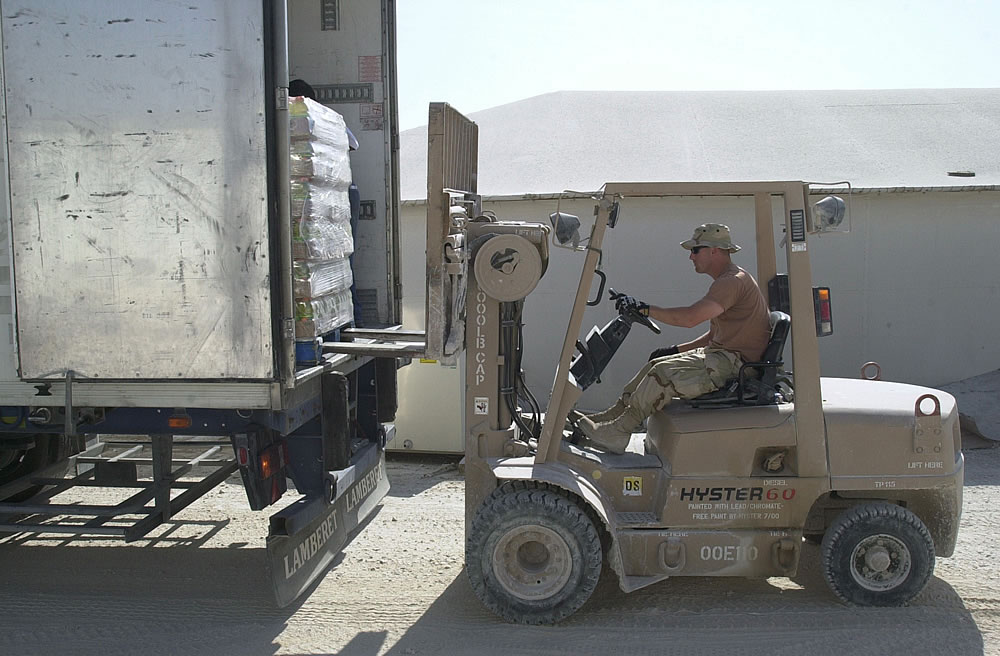
Nakládání zboží pomocí vysokozdvižného vozíku

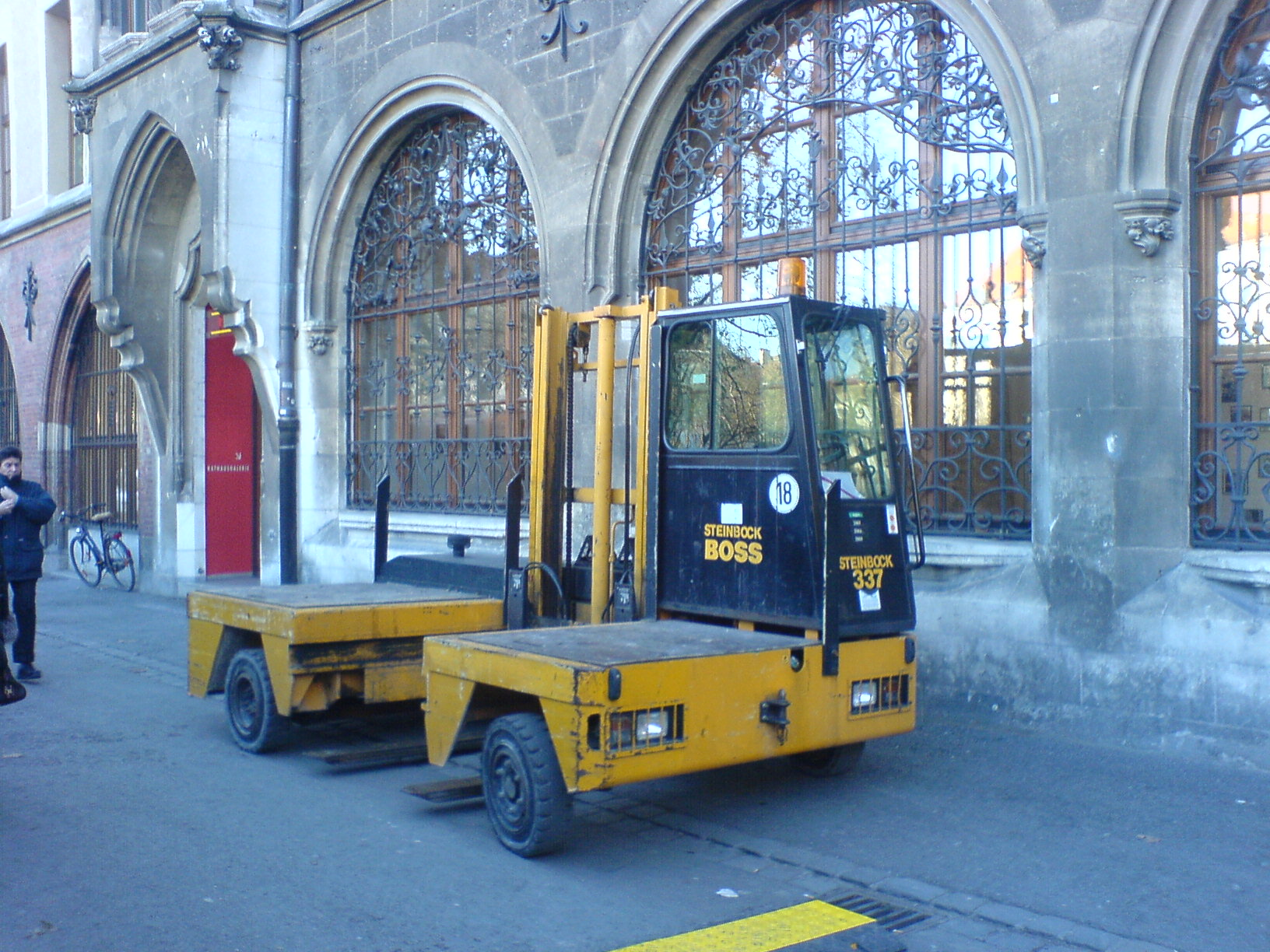
Boční vysokozdvižný vozík

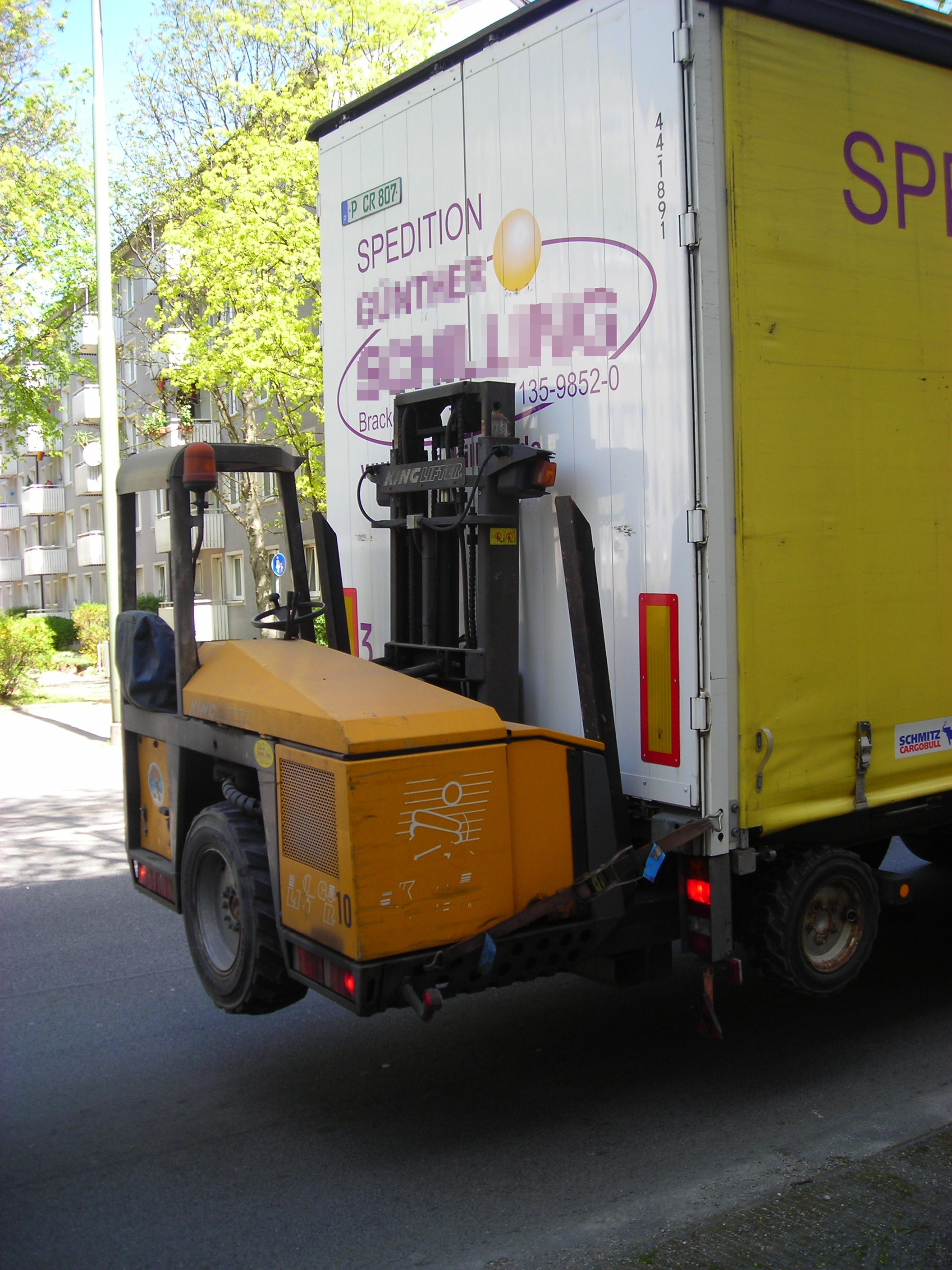
Vozík jako příslušenství nákladního automobilu

Vysokozdvižný vozík (slangově zvaný ještěrka, zdvižka, ekonor, desta nebo bejk zkratka VZV) je mobilní stroj používaný nejčastěji v logistice, stavebnictví, lesnictví i jinde pro převážně vertikální manipulaci s materiálem. Příbuzné manipulační prostředky jsou ruční nebo elektricky poháněné nízkozdvižné vozíky nebo zařízení pro překládání kontejnerů.

## Konstrukce
Vysokozdvižný vozík je nejčastěji koncipován jako kolový. Nejnápadnější a nejdůležitější částí je u vysokozdvižných vozíků zdvihací jednotka složená ze zdvihacího rámu a nosiče vidlí. Nosič vidlí nese dva ocelové trny (ližiny) s nastavitelnou roztečí. Vidle (paletové vidle) jsou nejčastější výbavou, protože nejčastěji manipulovaným břemenem jsou různé typy palet.

## Technika
Vysokozdvižný vozík je ovládán řidičem, který na vozíku jede. Pohon vozíku je spalovacím nebo elektrickým motorem. Spalovací motory mohou být jak benzínové, dieselové, tak na pohonný plyn tj. propan nebo CNG, který se však využívá k pohonu spíše výjimečně. Elektricky nebo plynem poháněné vozíky se smějí používat i v uzavřených prostorách. Elektrický pohon je výhodný pro nulové emise. Potřebuje akumulátor, jehož vysoká hmotnost se využívá jako protiváha k nákladu. Využívají se jak stejnosměrné motory, tak asynchronní s měničem. Elektrický motor může fungovat také jako motorová (elektrodynamická) brzda. Přenos síly od motoru na sklápění rámu, zdvihání břemene a někdy i řízení je hydraulický. Vysokozdvižné vozíky se otáčejí s velmi malým poloměrem. Zpravidla je prostor pro otočení o málo větší než délka vozíku. Řídící náprava je vždy zadní. Existují i tříkolové vozíky. U těch je samostatné kolo řídící a je vzadu. Nosnost vozíků je od stovek kilogramů až po několik tun. Výška zdvihu je až do 6 metrů.

## Zvláštní provedení vozíků

### Terénní vozíky
Průchodnost terénem je zajištěna zvýšeným rámem, nízkotlakými pneumatikami, zvlášť robustní konstrukcí podvozku a výkonnou motorizací. Některé typy z této kategorie mají pohon všech kol. Využívají se v lesnictví, dřevozpracujícím průmyslu a ve výrobě stavebních materiálů.

### Vozíky s výsuvnými vidlemi
- Čelně výsuvné vidle se užívají ve stísněných prostorách. Rám s nosičem vidlí se vysune vpřed, nabere břemeno a uloží ho na rám vozíku. Těžiště nákladu je umístěno uprostřed vozíku a vystačí se s menší protiváhou. Pro další zkrácení vozíku je sedadlo řidiče někdy orientováno kolmo na směr jízdy.
- Bočně výsuvné vidle - rám s nosičem vidlí se vysune do boku mimo půdorys vozíku. Využívá se pro dlouhá břemena jako jsou trubky, tyče, dřevěné řezivo. Tato dlouhá břemena se naloží na plošinu vozíku a jsou při jízdě orientována ve směru jízdy vozíku.

### Retraky
VZV, v nichž obsluha sedí bokem ke směru jízdy, což umožňuje lepší výhled, zejm. při couvání, a především práci ve velmi úzkých skladových uličkách dosahujících šířky 2,5 m. Dokáží vyzvednout náklad až do výše 12 m.

## Značky vysokozdvižných vozíků

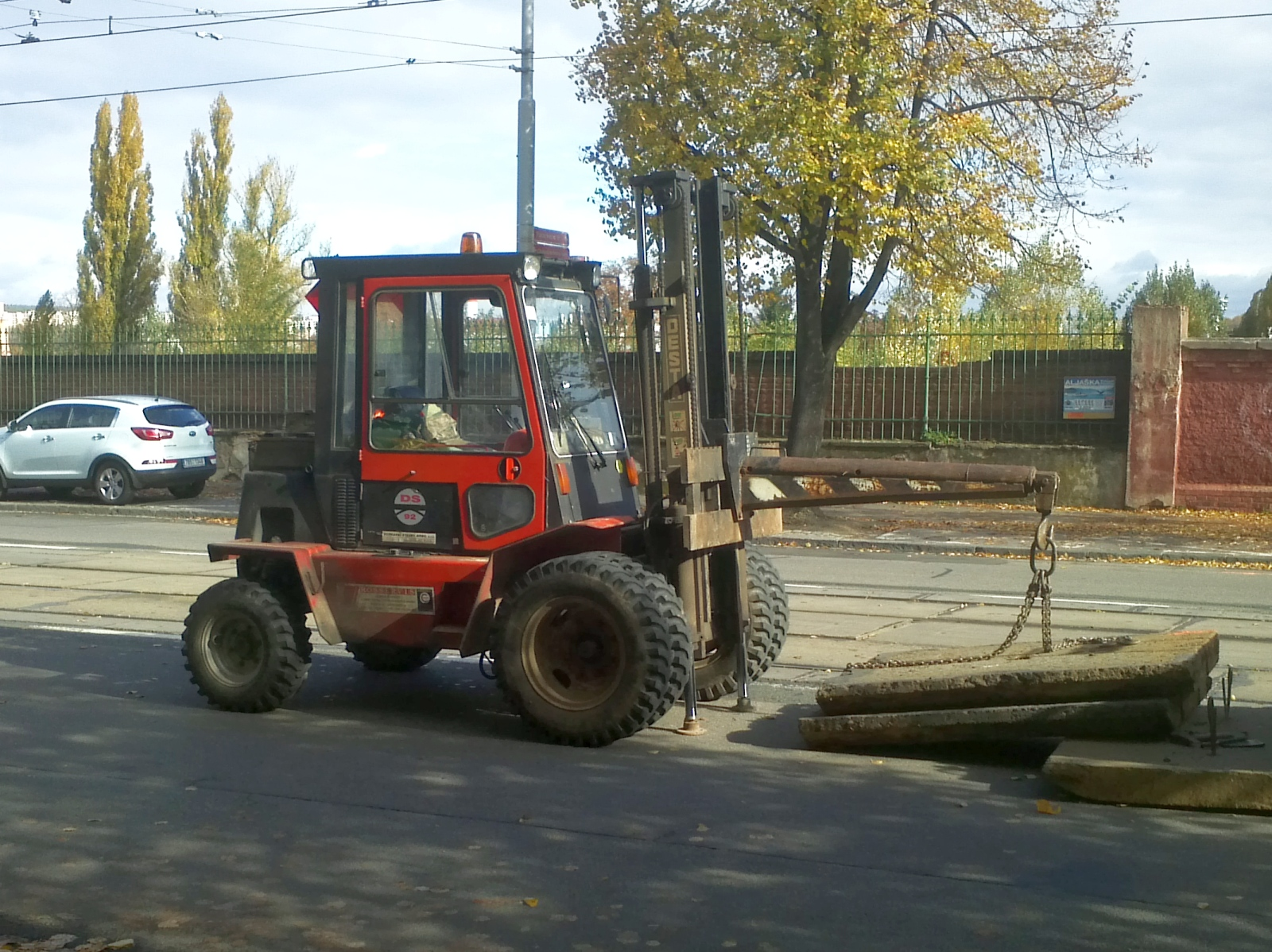
Český vysokozdvižný vozík Desta

Trh vysokozdvižných vozíků nabízí celou řadu značek. Výrobce vysokozdvižných vozíků na území České republiky je Česká zbrojovka Strakonice, se značkou vozíků Desta. V minulosti, až do začátku 90. let, byl v Československu i výrobce bočních vysokozdvižných vozíků a sice národní podnik Transporta Chrudim. Podle dnešního jediného výrobce, zkratka Desta symbolizuje: D = Design, E = Efektivita, S = Stabilita, T = Tradice, A = Aktivita. Při vzniku značky šlo ale o zkratku tehdejšího výrobce: Děčínské strojírny. Mezi nejznámější zahraniční značky vysokozdvižných vozíků patří Linde, Yale, Hyster, Still, Toyota, Nissan, Hyundai, CAT, Balcancar či Jungheinrich. Na přelomu tisíciletí vozíky také vyráběla v ČR, téměř zakázkově, firma Despa (P=pokrok, progress) v Chlumci nad Cidlinou.

## Jiné než vidlicové nabírací prostředky
Dvojice vidlí může být nahrazena v případě potřeby:
- Čepem pro manipulaci se svitky plechů
- Plošinou se zábradlím pro zdvihání osob při práci ve výškách
- Ramenem s hákem pro manipulaci s břemeny, která jsou k tomu vhodná